# Grajcarek
Grajcarek – potok, dopływ Dunajca. Płynie u podnóża Małych Pienin i Beskidu Sądeckiego, powstaje w Jaworkach z połączenia Białej i Czarnej Wody. Płynie przez Jaworki, Szlachtową i uchodzi do Dunajca w Szczawnicy, tuż powyżej charakterystycznej skały Kotuńka, na wysokości 430 m n.p.m. Zaraz za skrzyżowaniem dróg jest most, pod którym płynie Grajcarek, a za mostem zaczyna się Droga Pienińska.
Za źródła Grajcarka są uznawane źródła Białej Wody, znajdujące się na wysokości ok. 950 m n.p.m. Powierzchnia zlewni 85,5 km², długość od źródeł do ujścia ok. 15 km, a średni spadek 3,5%. Płynie w ogólnym kierunku ze wschodu na zachód doliną, która jest też granicą pomiędzy Pieninami a Beskidem Sądeckim. Większymi lewobrzeżnymi dopływami Grajcarka są: Skalski Potok, Kamionka (wypływająca z Wąwozu Homole), Krupianka, Czerszla, Pałkowski, Klimentowski Potok. Prawobrzeżnymi dopływami są: Stary Potok, Sielski, Szlachtowski Potok, Sopotnicki, Skotnicki. Dno Grajcarka jest kamieniste. Rzeka ma duże przybory powodziowe. W górnej części biegu ma naturalne przeważnie koryto i obfituje w ryby. Uregulowany jest nieduży odcinek w obrębie Jaworek oraz cały niemal odcinek w obrębie Szczawnicy, miejscami rzeka płynie tu ciasnym i głębokim betonowym korytem.
Przez miejscową ludność był nazywany Szczawnickim Potokiem, Ruskim Potokiem lub Ruską Wodą. Walery Eljasz-Radzikowski pisał: „Potok przez Szczawnicę płynący od wschodu na zachód zwie się Ruską Wodą, bo poczyna się wśród osad ruskich.” (przed Akcją Wisła położone nad nim wsie Szlachtowa, Jaworki, Biała Woda i Czarna Woda zamieszkiwali Rusini – zob. Ruś Szlachtowska). Nazwę Grajcarek nadali mu turyści i kuracjusze szczawniccy pod koniec XIX wieku. Pochodzi od tego, że kuracjusze uzdrowisk szczawnickich wrzucali do niego drobne monety – grajcary.

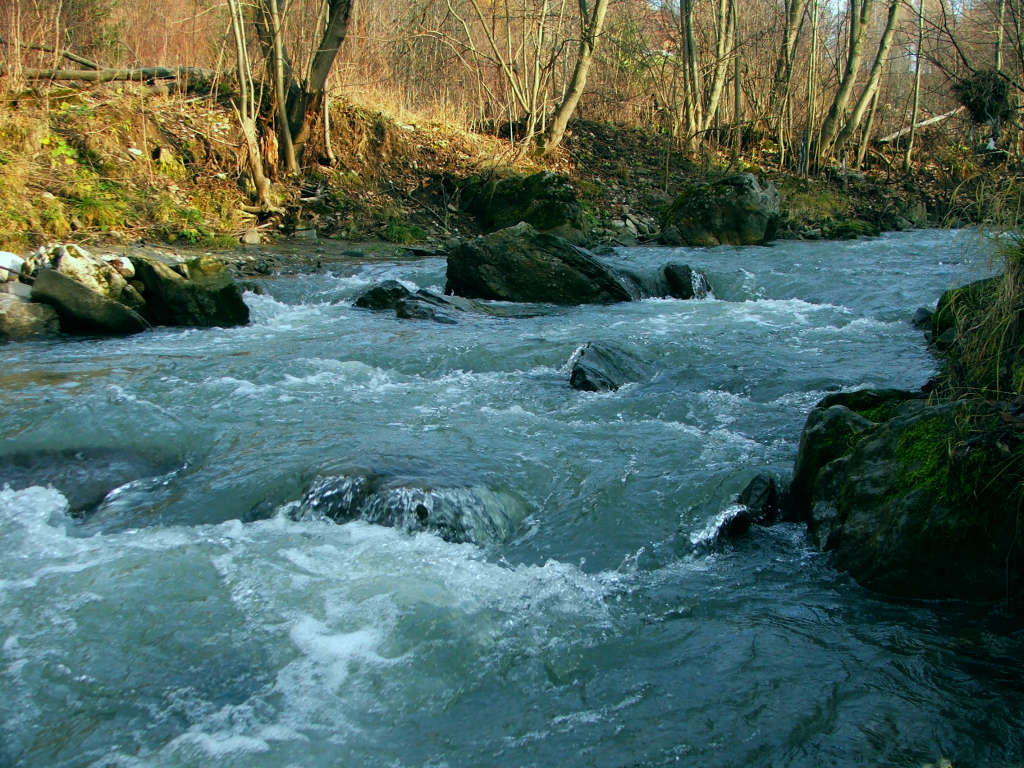
Grajcarek w Jaworkach
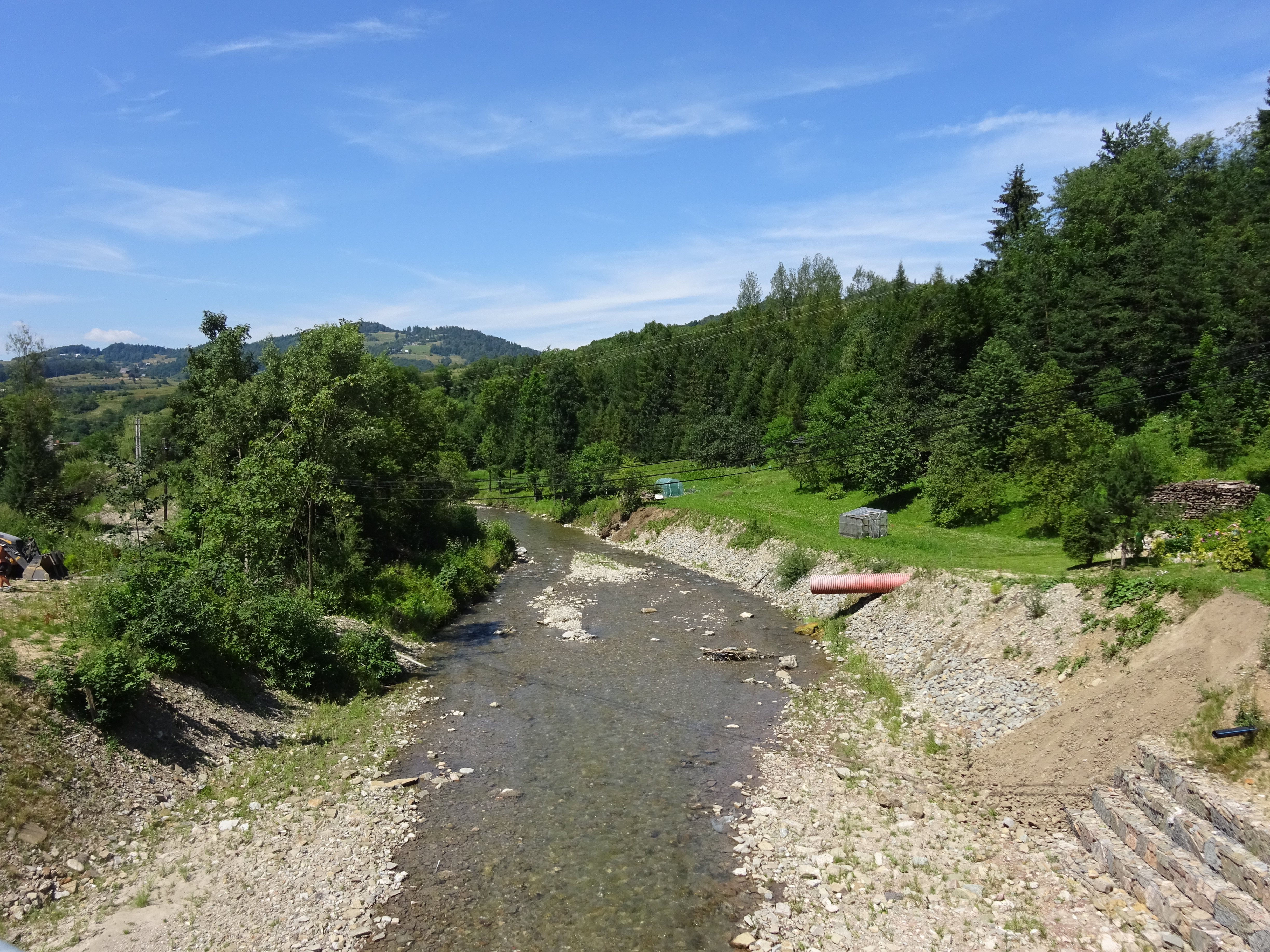
Grajcarek w Szlachowej – widok w stronę ujścia (zachodnią)
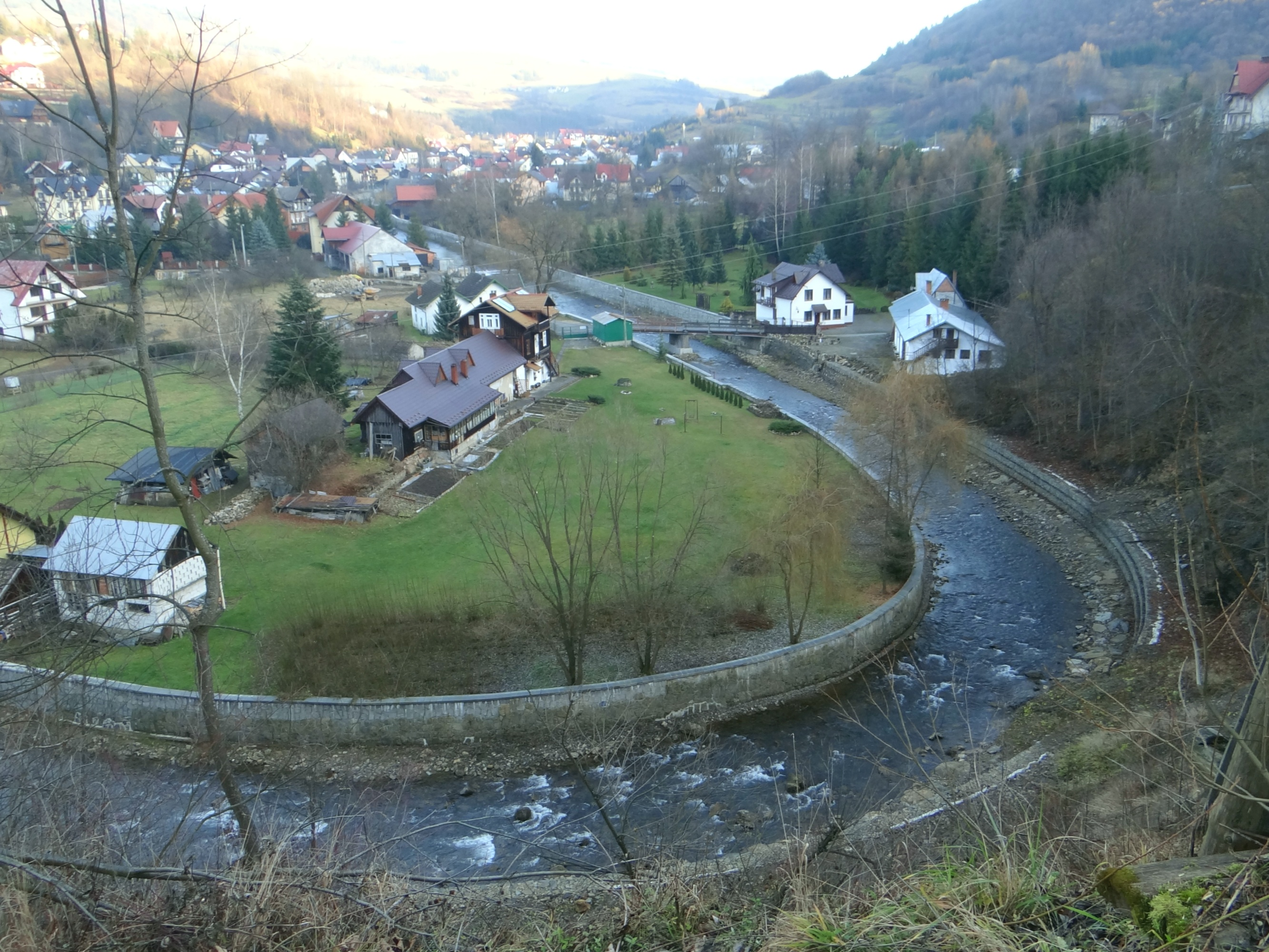
Grajcarek w Szczawnicy